# Хулагуиды
Хулагуиды, Ильханиды — потомки Хулагу, внука Чингис-хана; монгольская династия, правившая на Ближнем и Среднем Востоке примерно с середины XIII до середины XIV в. Правители государства Хулагуидов носили титул ильхан («хан народа»/«хан страны») в значении улусный хан.

## История
Государство образовалось в процессе распада Монгольской империи и включало современный Иран, большую часть современного Афганистана и Туркмении, арабский Ирак, восточную часть Малой Азии (до р. Кызыл-Ирмак), а также большую часть Закавказья. Вассалами и данниками хулагуидов были Грузия, Трапезундская империя, Конийский султанат, Киликийское царство, Кипрское королевство, государство куртов в Герате; столицами — последовательно Мераге, Тебриз, Сольтание, затем снова Тебриз.
Основанное во время завоевательного похода Хулагу (1256—1260), государство ильханов продлило своё существование благодаря реформам Газан-хана (1295—1304), но лишь до 1353 года. После смерти Абу Саида (1335) бессильные ильханы возводились на престол лишь для придания законности власти новых династий, Чобанидов и Джалаиридов.

## Ильханы
- Хулагу-хан (1217—1265), сын Толуя, ильхан (ок. 1261—1265)
- Абага-хан (1234—1282), сын Хулагу, ильхан (1265—1282)
- Султан Ахмед Текудер-хан, сын Хулагу, ильхан (1282—1284)
- Аргун-хан, сын Абаги, ильхан (1284—1291)
- Иринджин Дорджи Гайхату-хан, сын Абаги, ильхан (1291 — март 1295)
- Байду-хан, сын Тарагая, сына Хулагу, ильхан (апрель — октябрь 1295)
- Султан Махмуд Газан-хан (1271—1304), сын Аргуна, ильхан (ноябрь 1295—1304)
- Гийас ад-Дунийа ва-д-Дин Султан Мухаммед Худабандэ Олджейту-хан (1278—1316), сын Аргуна, ильхан (1304—1316)
- Изз ад-Дунийа ва-д-Дин Султан Абу Саид Мухаммед Бахадур-хан, сын Олджейту, ильхан (1316—1335)

### Ильханы под опекой
- Махмуд Арпа Койун-хан, сын Суса-огула, сына Салангана (Синг-хана), сына Мелик-Тимура, сына Ариг-Буги, сына Толуя, ильхан (1335—1336) под опекой визиря Гийас ад-Дина Рашиди
- Муса-хан, сын Али, сына Байду-хан, ильхан (1336) под опекой ойратского эмира Али-падишаха
- Музаффар ад-Дин Мухаммед-хан, сын Йул-Кутлуга, сына Иль-Тимура, сына Анбарчи, сына Менгу-Тимура, сына Хулагу, ильхан (1336—1338) под опекой Джалаиридов
- Сати-бек, дочь Олджейту, ильхан 1338—1339, под опекой Чобанидов
- Сулейман-хан, ильхан (1339—1344), под опекой Чобанидов
- Ануширван-хан, ильхан (1344—1355), под опекой Чобанидов
- Изз ад-Дин Джахан Тимур-хан, сын Алафранга, сына Гайхату-хана, ильхан (1338—1344), под опекой Джалаиридов

### Хорасан
- Туга-Тимур, потомок Джочи-Хасара[2] или Тэмугэ-Отчигина[3], братьев Чингис-хана, ильхан в Хорасане (1338—1352)